# Världsmästerskapen i fäktning 2018
Världsmästerskapen i fäktning 2018 var den 66:e upplagan av världsmästerskapen i fäktning sedan 1937. Tävlingarna arrangerades i Wuxi Sports Centre i Wuxi i Kina,  mellan den 19 och 27 juli 2018.
Tillkännagivandet att Wuxi utsetts till värdstad gjordes 23 november 2015. Wuxi fick arrangemanget i konkurrens med den japanska staden Fukuoka. Det var andra gången mästerskapen hölls i Kina efter att mästerskapet för de grenar som ej var med vid OS i Peking arrangerades i staden före spelen.
Det tävlades i tolv grenar, sex för damer och sex för herrar. Italien blev den framgångsrikaste nationen i mästerskapen med sju medaljer varav fyra guld.

## Medaljörer

### Damer
| Gren                 | Guld                                                                     | Silver                                                                      | Brons                                                             |
| Florett              | Alice Volpi (ITA)                                                        | Ysaora Thibus (FRA)                                                         | Arianna Errigo (ITA) · Inès Boubakri (TUN)                        |
| Florett (lagtävling) | USA Lee Kiefer Margaret Lu Nzingha Prescod Nicole Ross                   | Italien Chiara Cini Arianna Errigo Camilla Mancini Alice Volpi              | Frankrike Anita Blaze Astrid Guyart Pauline Ranvier Ysaora Thibus |
| Sabel                | Sofija Pozdnjakova (RUS)                                                 | Sofja Velikaja (RUS)                                                        | Jana Jegorjan (RUS) · Anne-Elizabeth Stone (USA)                  |
| Sabel (lagtävling)   | Frankrike Cecilia Berder Manon Brunet Charlotte Lembach Caroline Quéroli | Ryssland Jana Jegorjan Sofija Pozdnjakova Svetlana Sjeveleva Sofja Velikaja | Sydkorea Choi Soo-yeon Hwang Seo-na Kim Ji-yeon Yoon Ji-su        |
| Värja                | Mara Navarria (ITA)                                                      | Ana Maria Brânză (ROU)                                                      | Laura Staehli (SUI) · Courtney Hurley (USA)                       |
| Värja (lagtävling)   | USA Katharine Holmes Courtney Hurley Kelley Hurley Amanda Sirico         | Sydkorea Choi In-jeong Kang Young-mi Lee Hye-in Shin A-lam                  | Kina Lin Sheng Sun Yiwen Xu Chengzi Zhu Mingye                    |

### Herrar
| Gren                 | Guld                                                                 | Silver                                                                    | Brons                                                                         |
| Florett              | Alessio Foconi (ITA)                                                 | Richard Kruse (GBR)                                                       | Heo Jun (KOR) · Carlos Llavador (ESP)                                         |
| Florett (lagtävling) | Italien Giorgio Avola Andrea Cassarà Alessio Foconi Daniele Garozzo  | USA Miles Chamley-Watson Race Imboden Alexander Massialas Gerek Meinhardt | Ryssland Timur Arslanov Aleksej Tjeremisinov Timur Safin Dmitrij Zjerebtjenko |
| Sabel                | Kim Jung-hwan (KOR)                                                  | Eli Dershwitz (USA)                                                       | Kim Jun-ho (KOR) · Kamil Ibragimov (RUS)                                      |
| Sabel (lagtävling)   | Sydkorea Gu Bon-gil Kim Jung-hwan Kim Jun-ho Oh Sang-uk              | Italien Enrico Berrè Luca Curatoli Aldo Montano Luigi Samele              | Ungern Tamás Decsi Csanád Gémesi András Szatmári Áron Szilágyi                |
| Värja                | Yannick Borel (FRA)                                                  | Rubén Limardo (VEN)                                                       | Bogdan Nikisjin (UKR) · Roman Svitjkar (UKR)                                  |
| Värja (lagtävling)   | Schweiz Max Heinzer Lucas Malcotti Michele Niggeler Benjamin Steffen | Sydkorea Jung Jin-sun Kweon Young-jun Park Kyoung-doo Park Sang-young     | Ryssland Sergej Bida Nikita Glazkov Sergej Chodos Pavel Suchov                |

## Medaljtabell
| Pl.    | Nation         | Guld | Silver | Brons | Totalt |
| ------ | -------------- | ---- | ------ | ----- | ------ |
| 1      | Italien        | 4    | 2      | 1     | 7      |
| 2      | Sydkorea       | 2    | 2      | 3     | 7      |
| 3      | USA            | 2    | 2      | 2     | 6      |
| 4      | Frankrike      | 2    | 1      | 1     | 4      |
| 5      | Ryssland       | 1    | 2      | 4     | 7      |
| 6      | Schweiz        | 1    | 0      | 1     | 2      |
| 7      | Rumänien       | 0    | 1      | 0     | 1      |
| 7      | Storbritannien | 0    | 1      | 0     | 1      |
| 7      | Venezuela      | 0    | 1      | 0     | 1      |
| 10     | Ukraina        | 0    | 0      | 2     | 2      |
| 11     | Kina           | 0    | 0      | 1     | 1      |
| 11     | Spanien        | 0    | 0      | 1     | 1      |
| 11     | Tunisien       | 0    | 0      | 1     | 1      |
| 11     | Ungern         | 0    | 0      | 1     | 1      |
| Totalt | Totalt         | 12   | 12     | 18    | 42     |